# Federico Sturzenegger
Federico Adolfo Sturzenegger (né le 11 février 1966  à Rufino) est un économiste et homme politique argentin, président de la Banque centrale du pays sur nomination du Président Mauricio Macri de 2015 à 2018.